# Val-du-Faby
Val-du-Faby est une commune française, située dans le département de l'Aude en région Occitanie.
Le patrimoine architectural de la commune comprend un immeuble protégé au titre des monuments historiques : la Tour carrée, inscrite en 1948.
Val-du-Faby est une commune rurale qui compte 580 habitants en 2022, après avoir connu une forte hausse de la population depuis 1975. Elle appartient à l'unité urbaine d'Espéraza.

## Géographie
La commune de Val-du-Faby est située sur le Piémont pyrénéen. Elle comprend les villages de Fa, Rouvenac et les hameaux de Galié, Ramounichoux et les Sauzils. Le Faby est au cœur du bassin versant de cette commune et irrigue les villages de Rouvenac et de Fa, en aval. Le Faby prend sa source sur la commune de Saint-Jean-de-Paracol et se jette en aval de Fa, sur la commune d'Espéraza, dans le fleuve Aude. Le plateau du Bouichet surplombant la commune est riche d'une grande biodiversité animale et végétale et offre un superbe point de vue sur la haute vallée de l'Aude. L'altitude maximale de la commune est de 587 mètres, atteinte sur le plateau du Bouichet.

### Localisation
La commune de Val-du-Faby se situe au cœur du canton de la Haute-Vallée de l'Aude, dont Quillan est le chef-lieu.

### Communes limitrophes
Les communes limitrophes sont  Antugnac, Campagne-sur-Aude, Espéraza, Festes-et-Saint-André, La Serpent, Puivert, Quillan et Saint-Jean-de-Paracol.
| Festes-et-Saint-André | La Serpent  | Antugnac          |
| Saint-Jean-de-Paracol | Val-du-Faby | Espéraza          |
| Puivert               | Quillan     | Campagne-sur-Aude |

### Hameaux et lieux-dits
La commune de Val-du-Faby se compose de deux communes déléguées à savoir la commune de Fa, chef lieu de la commune nouvelle, comprenant les hameaux de Ramounichoux et Sauzils et de la commune déléguée de Rouvenac, comprenant le hameau de Galié.

### Hydrographie
La commune est dans la région hydrographique « Côtiers méditerranéens », au sein du bassin hydrographique Rhône-Méditerranée-Corse. Elle est drainée par le ruisseau de Fa, le ruisseau de Brézilhou, le ruisseau d'Aïgos Juntos et le ruisseau de Coume Fédière, qui constituent un réseau hydrographique de 6 km de longueur totale,.
Le ruisseau de Fa, d'une longueur totale de 14,2 km, prend sa source dans la commune de Saint-Jean-de-Paracol et s'écoule d'ouest en est. Il traverse la commune et se jette dans l'Aude à Espéraza, après avoir traversé 4 communes.

### Climat
Pour des articles plus généraux, voir Climat de l'Occitanie et Climat de l'Aude.
En 2010, le climat de la commune est de type climat océanique altéré, selon une étude s'appuyant sur une série de données couvrant la période 1971-2000. En 2020, Météo-France publie une typologie des climats de la France métropolitaine dans laquelle la commune est exposée à un climat de montagne ou de marges de montagne et est dans la région climatique Pyrénées orientales, caractérisée par une faible pluviométrie, un très bon ensoleillement (2 600 h/an), un air sec, particulièrement en hiver et peu de brouillards.
Pour la période 1971-2000, la température annuelle moyenne est de 13,1 °C, avec une amplitude thermique annuelle de 15,3 °C. Le cumul annuel moyen de précipitations est de 819 mm, avec 9,8 jours de précipitations en janvier et 5,4 jours en juillet. Pour la période 1991-2020, la température moyenne annuelle observée sur la station météorologique la plus proche, située sur la commune de Granès à 6 km à vol d'oiseau, est de 13,5 °C et le cumul annuel moyen de précipitations est de 724,6 mm,. Pour l'avenir, les paramètres climatiques de la commune estimés pour 2050 selon différents scénarios d’émission de gaz à effet de serre sont consultables sur un site dédié publié par Météo-France en novembre 2022.

## Urbanisme

### Typologie
Au 1er janvier 2024, Val-du-Faby est catégorisée commune rurale à habitat dispersé, selon la nouvelle grille communale de densité à 7 niveaux définie par l'Insee en 2022.
Elle appartient à l'unité urbaine d'Espéraza, une agglomération intra-départementale dont elle est une commune de la banlieue,. La commune est en outre hors attraction des villes,.

### Risques majeurs
Le territoire de la commune de Val-du-Faby est vulnérable à différents aléas naturels : météorologiques (tempête, orage, neige, grand froid, canicule ou sécheresse), inondations, feux de forêts et séisme (sismicité modérée). Un site publié par le BRGM permet d'évaluer simplement et rapidement les risques d'un bien localisé soit par son adresse soit par le numéro de sa parcelle.
Certaines parties du territoire communal sont susceptibles d’être affectées par le risque d’inondation par débordement de cours d'eau, notamment le ruisseau de Fa. La commune a été reconnue en état de catastrophe naturelle au titre des dommages causés par les inondations et coulées de boue survenues en 1982, 1992, 1996, 2009, 2018, 2019 et 2020,.

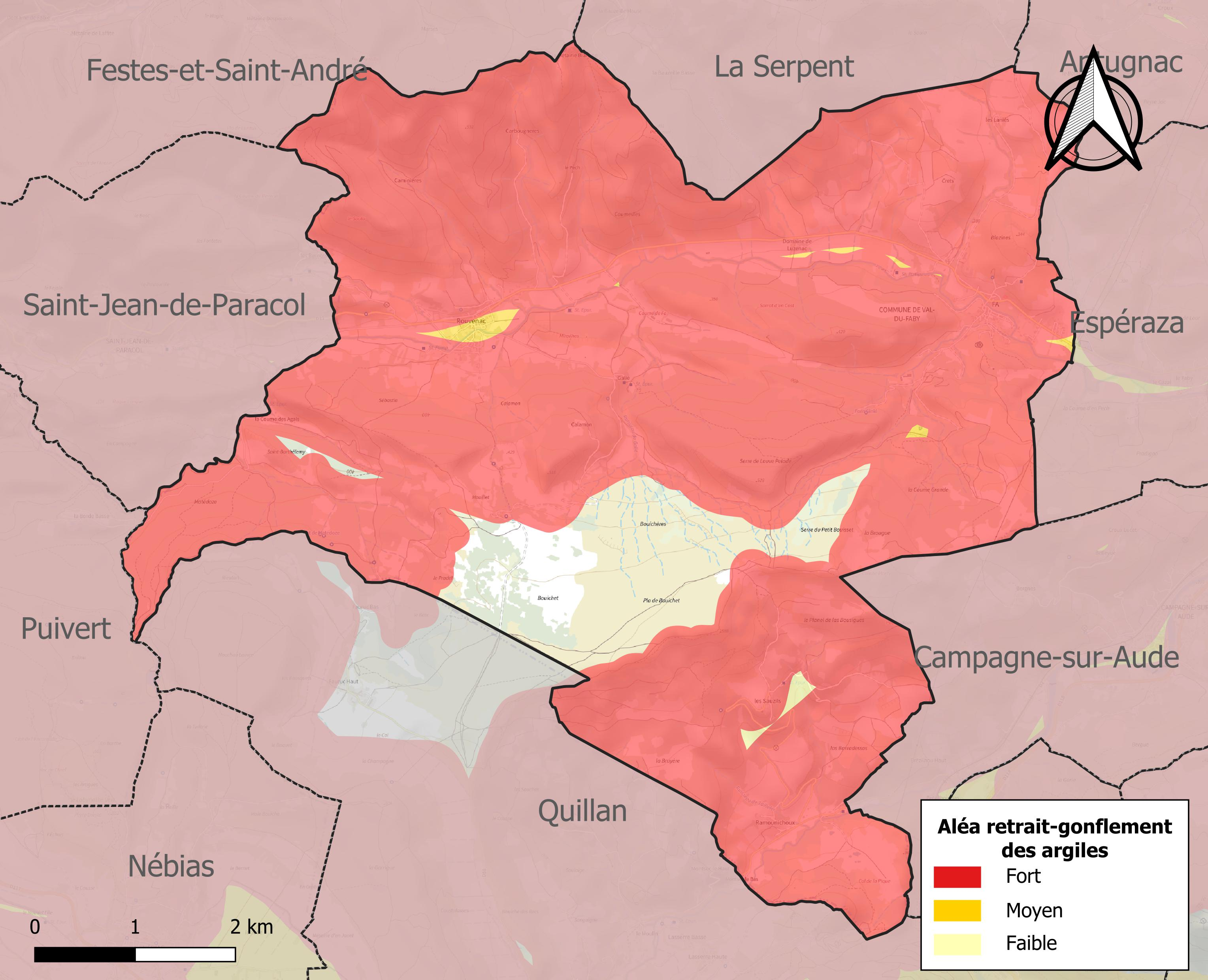
Carte des zones d'aléa retrait-gonflement des sols argileux de Val-du-Faby.

Le retrait-gonflement des sols argileux est susceptible d'engendrer des dommages importants aux bâtiments en cas d’alternance de périodes de sécheresse et de pluie. 90,3 % de la superficie communale est en aléa moyen ou fort (75,2 % au niveau départemental et 48,5 % au niveau national). Sur les 441 bâtiments dénombrés sur la commune en 2019, 441 sont en aléa moyen ou fort, soit 100 %, à comparer aux 94 % au niveau départemental et 54 % au niveau national. Une cartographie de l'exposition du territoire national au retrait gonflement des sols argileux est disponible sur le site du BRGM,.

## Toponymie
La commune de Val-du-Faby tire son nom de la rivière traversant la commune, le Faby. Le choix de ce nom a été adopté par les conseils municipaux de Fa et de Rouvenac, en 2018, lors de la création de la commune nouvelle, en concertation avec l'ensemble des citoyens. Le Faby tire lui même son origine d'une toponymie latine de même que Fa qui est une contraction de fanum qui signifie le temple. Rouvenac tire son nom du chêne rouvre.

## Histoire
La commune nouvelle, créée à compter du 1er janvier 2019, résulte de la fusion des communes de Fa et de Rouvenac par arrêté du préfet de l'Aude en date du date 5 décembre 2018. Le projet de création de la commune nouvelle a été lancé en 2017 par Anthony Chanaud, maire de Fa, en accord avec l'ensemble du conseil de la commune et de la population et proposé aux communes de Rouvenac et de Saint-Jean-de-Paracol. Le projet de création de la commune nouvelle a mis un an et demi à voir le jour car il s'est construit sur la concertation des élus et des citoyens. Les communes de Fa et de Rouvenac ont voté à l'unanimité de leurs membres la création de la commune nouvelle.[réf. souhaitée]
Denis Peyrade, maire délégué de Rouvenac a été également fortement impliqué dans le projet de fusion. L'objectif a été de renforcer les liens anciens de solidarité qui existaient entre ces communes et leurs habitants, de développer les mutualisations humaines et matérielles dans un contexte de raréfaction des finances publiques et de dégager les fonds nécessaires permettant le maintien des services publics communaux,au premier rang desquels l'école publique communale.[réf. souhaitée]

## Politique et administration

### Liste des maires
| Période      | Période  | Identité        | Étiquette      | Qualité                                                          |
| ------------ | -------- | --------------- | -------------- | ---------------------------------------------------------------- |
| Janvier 2019 | En cours | Anthony Chanaud | sans étiquette | Professeur Conseiller départemental de la Haute vallée de l'Aude |

### Communes déléguées
| Nom        | Code Insee | Intercommunalité         | Superficie (km2) | Population (dernière pop. légale) | Densité (hab./km2) |
| ---------- | ---------- | ------------------------ | ---------------- | --------------------------------- | ------------------ |
| Fa (siège) | 11131      | CC des Pyrénées audoises | 11,48            | 350 (2016)                        | 30                 |
| Rouvenac   | 11329      | CC des Pyrénées audoises | 12,23            | 222 (2016)                        | 18                 |

## Population et société

### Démographie
L'évolution du nombre d'habitants est connue à travers les recensements de la population effectués dans la commune depuis sa création.

En 2022, la commune comptait 580 habitants, en évolution de +1,4 % par rapport à 2016 (France hors Mayotte : +2,11 %).
| 2015 | 2020 | 2022 |
| ---- | ---- | ---- |
| 569  | 582  | 580  |

### Vie locale
De nombreuses associations animent la commune de Val-du-Faby. On peut citer entre autres le comité des fêtes de Rouvenac, le Comité des Fêtes de Fa, l'association Facette, l'association la Clé de Fa, l'association le Val du Faby, l'association les Tisseurs de Rêves, l'association l'Air de Fa.

### Enseignement
La commune a une école publique communale, située sur le village de Fa. Celle-ci accueille les enfants de la petite section de maternelle au CM2. Il y a 32 élèves, répartis sur 2 classes. La poursuite de la scolarité se fait au collège de Couiza, à quelques kilomètres, puis au lycée de Limoux.

## Économie
La commune de Val-du-Faby est essentiellement tournée vers la viticulture (AOC Blanquette de Limoux), la céréaliculture, l'horticulture et l'élevage. Une usine de matelas de grande qualité, Aude Literie, est implantée sur la commune et exporte ses produits à l'échelle nationale.

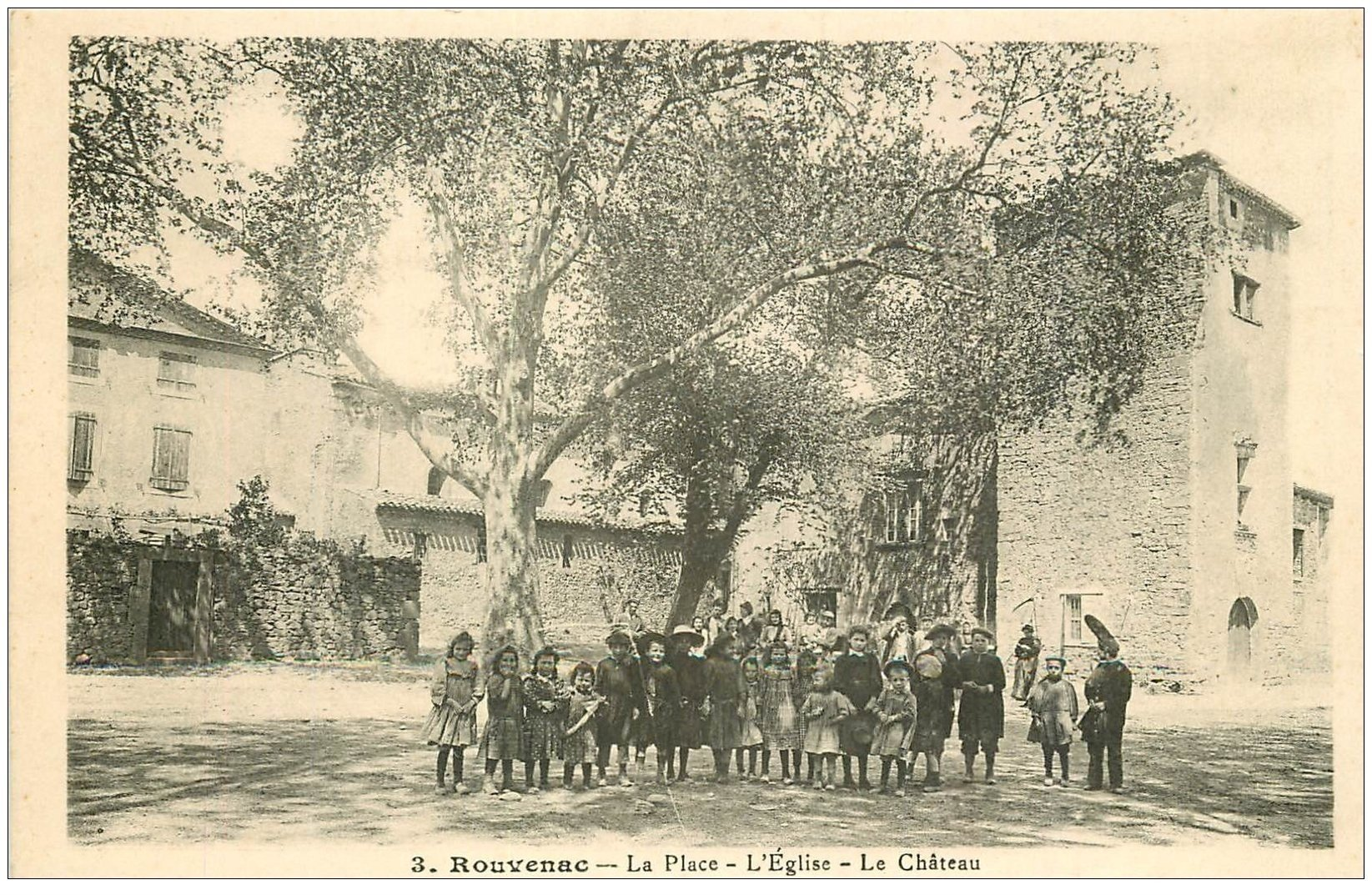
Église Saint-Barthélemy de Rouvenac.

## Culture locale et patrimoine

### Lieux et monuments
- Église Saint-Barthélemy de Rouvenac.
- Église Saint-Loup-de-Sens de Fa.
- Le château de Fa date du XIIIe siècle. Il reste aujourd'hui son donjon carré, appelé la "Tour de Fa" et des enceintes de remparts, soulignant l'importance du château, contrôlant la voie terrestre reliant les Corbières au Quercorb.
- Rouvenac a également un château médiéval sur la place du village, ayant appartenu à l'illustre famille des Luillier-Rouvenac.

### Personnalités liées à la commune
La culture occitane et la viticulture ont façonné l'histoire de cette commune. Le célèbre troubadour, Bernat de Rouvenac, qui a vécu au XIIIe siècle, chantait dans les cours méridionales la beauté du pays et de ses dames. Il a laissé quelques poèmes mettant en avant l'identité occitane.
Adrien de Luillier-Rouvenac, né le 10 février 1729 à Rouvenac, était député de la noblesse de la sénéchaussée de Limoux aux Etats-Généraux convoqués par le roi de France Louis XVI à Versailles. Il siégeait à droite et a défendu le vote par ordre.
Pierre Sire est un homme politique français né en 1862 à Fa et décédé en 1939. Il s'est distingué en tant qu'officier d'intendance, maire de Fa, conseiller général du canton de Quillan et député de l'Aude de 1928 à 1932, siégeant sur les bancs radicaux-socialistes.
Edgar Faure, né en 1908 et mort en 1988, dont une partie de la famille était originaire de Rouvenac a été 13 fois ministre, Président du Conseil et Président de l'Assemblée nationale. Il fut également académicien et historien.

## Héraldique
| Blason | Blasonnement : |